# چرخان‌تاژک‌داران شکارگر

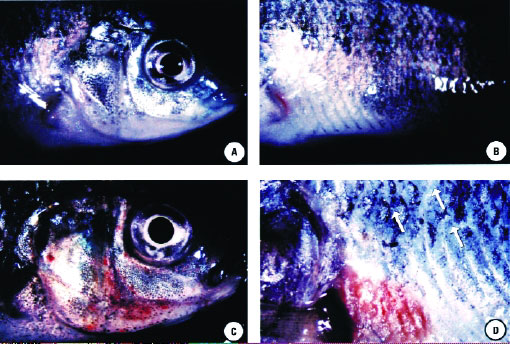
pfiesteriosis حاد در تیلاپیا

چرخان‌تاژک‌داران شکارگر (به انگلیسی: Predatory dinoflagellate) حبابچه‌داران دگرپرود یا آمیزه‌پرود شکارگر هستند که برخی یا بیشتر مواد مغذی خود را از هضم جانداران دیگر به دست می‌آورند. حدود نیمی از چرخان‌تاژک‌داران بدون رنگدانه‌های فتوسنتزی هستند و در مصرف دیگر سلول‌های یوکاریوتی تخصص دارند و حتی شکل‌های فتوسنتزکننده اغلب شکارچی هستند.

## نگارخانه

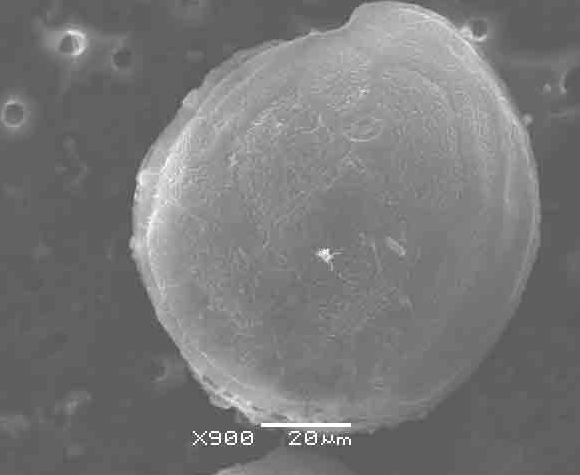
Gambierdiscus toxicus
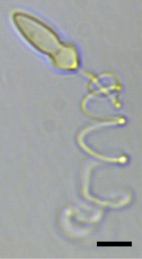
Polykrikos kofoidii
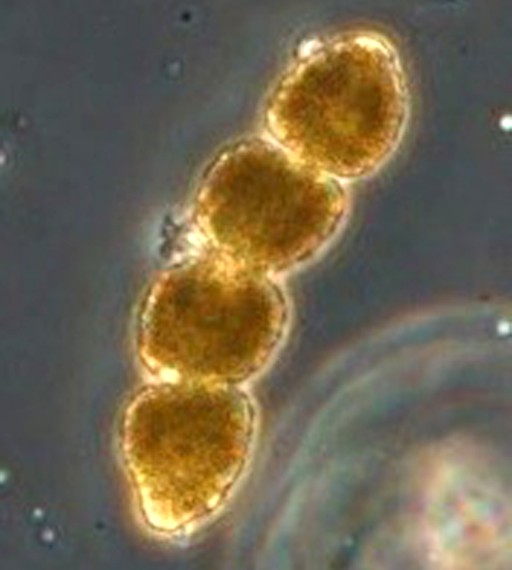
Cochlodinium polykrikoides